# Mandres (Nicosia)
Mandres (in greco Μάντρες?; in turco Hamitköy), chiamato anche Hamit Mandres  (in greco Χαμίτ Μάντρες?), è un ex-villaggio e ricco sobborgo settentrionale di Nicosia Nord a Cipro. esso è situato de facto nel distretto di Lefkoşa della Repubblica Turca di Cipro del Nord, e de jure nel Distretto di Nicosia della Repubblica di Cipro.
Nel 2011 Mandres aveva 5 338 abitanti.

## Geografia fisica
Esso era originariamente un villaggio turco-cipriota che oggi è un sobborgo del comune turco-cipriota di Nicosia. Si trova a nord della capitale, sulla nuova strada per Famagosta.

## Origini del nome
Hamid Mandres significa "ovile di Hamid" sia in greco che in turco. Fino all'arrivo degli inglesi era solo un ovile. È cresciuto fino a diventare un villaggio nei primi decenni del periodo britannico. Nel 1975 i turco-ciprioti cambiarono leggermente il nome in Hamitköy, che significa "villaggio di Hamit".

## Storia
Questo insignificante villaggio divenne importante quando i turco-ciprioti di Omorfita/Küçük Kaymaklı vi cercarono rifugio nel dicembre 1963 e fondarono uno dei più grandi campi profughi dell'isola, inizialmente una tendopoli dove in seguito furono costruite le abitazioni dei rifugiati.

## Società

### Evoluzione demografica
Dal periodo ottomano ad oggi, Hamitköy è stato abitato prevalentemente da turco-ciprioti. La popolazione del villaggio è aumentata costantemente, passando da 113 abitanti nel 1891 a 418 nel 1960.
Nessuno fu sfollato da questo villaggio durante la lotta intercomunale degli anni '60. Tuttavia, durante questo periodo, il villaggio servì come importante centro di accoglienza per molti turco-ciprioti sfollati che erano fuggiti da villaggi e quartieri vicini. Secondo Richard Patrick, durante i combattimenti del dicembre 1963 a Nicosia, i turco-ciprioti fuggirono da alcuni quartieri della città vecchia e dai sobborghi di Strovolos, Aglangia, Omorfita e Trachonas. Questi sfollati costituivano quasi il 30% della popolazione turco-cipriota della grande Nicosia. La maggior parte di questi sfollati si trasferì nei quartieri turco-ciprioti della città murata o verso nord a Ortaköy, Kioneli o Hamid Mandres. Molte famiglie sfollate rimasero a Hamid Mandres/Hamitköy fino al 1968 o si trasferirono nei quartieri turco-ciprioti nella città murata di Nicosia vecchia. Ci fu un tentativo di costruire alloggi per rifugiati con mattoni di fango nel 1965 ma il progetto fallì in gran parte a causa delle eccessive piogge di quell'anno. Sebbene la maggior parte degli sfollati si fosse trasferita nella città murata di Nicosia nel 1971, Richard Patrick registrò 378 persone ancora residenti in quel periodo nel campo profughi di Hamid Mandres/Hamitköy. Dopo la guerra del 1974, la maggior parte delle famiglie sfollate furono reinsediate nei quartieri greco-ciprioti abbandonati di Nicosia come Trachonas e Nea Polis/Yeni Şehir.
Hamid Mandres/Hamitköy è attualmente abitato dai suoi abitanti originali. Inoltre ci sono alcuni turco-ciprioti che furono sfollati nel 1964 o 1974, la maggior parte provenienti da Omorfita/Küçük Kaymaklı e dal distretto di Paphos nel sud. Negli ultimi vent'anni anche molti altri turco-ciprioti di classe media e medio-alta provenienti da Nicosia nord si sono stabiliti nel quartiere, hanno comprato proprietà e costruito nuove case. Questo sviluppo si è sovrapposto all'esodo dei turco-ciprioti dalla città murata alla periferia per alloggi migliori e moderni. L'ultimo censimento turco-cipriota del 2006 stimava la popolazione del villaggio/quartiere a 2 898 persone. Il villaggio è diventato ufficialmente un quartiere e parte della municipalità turco-cipriota di Nicosia nel 2008.